# Peter Herz (Althistoriker)
Peter Herz (* 18. November 1948 in Bad Ems) ist ein deutscher Althistoriker.
Peter Herz legte 1968 sein Abitur ab und absolvierte von 1968 bis 1975 ein Studium der Geschichte, der lateinischen Sprache und der Archäologie an den Universitäten Mainz und Oxford. Seine akademischen Lehrer waren u. a. Hans Ulrich Instinsky, Heinz Bellen, Alfons Becker und Alois Gerlich und Ludwig Petry. Seine Promotion erfolgte 1975 in Alter Geschichte über das Thema Untersuchungen zum Festkalender der römischen Kaiserzeit an Hand datierter lateinischer Weih- und Ehreninschriften. Ein Jahr später legte er in den Fächern Geschichte und Latein das Staatsexamen für das Lehramt an Höheren Schulen ab und war 1977/78 Lehramtsreferendar. Zugleich war er 1976 und 1977 auch als Lehrbeauftragter für Epigraphik an der Universität Mainz tätig.
Nach einem Reisestipendium des Deutschen Archäologischen Instituts war Herz zunächst Wissenschaftlicher Mitarbeiter und von 1981 bis 1986 Hochschulassistent in Mainz, wo er sich 1985 mit der Arbeit Studien zur römischen Wirtschaftsgesetzgebung am Beispiel der Lebensmittelversorgung habilitierte. In den folgenden Jahren lehrte er als Privatdozent, Professor auf Zeit (ab 1986), Hochschuldozent auf Lebenszeit (ab 1991) und außerplanmäßiger Professor (ab 1992) an der Universität Mainz, unterbrochen von Lehrstuhlvertretungen an den Universitäten Darmstadt (1985), Basel (WS 1986/87) und an der Universität Heidelberg (1988–1989). Von 1994 bis zu seiner Emeritierung 2014 war Herz Professor für Alte Geschichte an der Universität Regensburg.

## Schriften (Auswahl)
Monographien
- Untersuchungen zum Festkalender der römischen Kaiserzeit nach datierten Weih- und Ehreninschriften. Mainz 1976 (Dissertation).
- Studien zur römischen Wirtschaftsgesetzgebung. Die Lebensmittelversorgung. Stuttgart 1988, ISBN 3-515-04805-7.

Herausgeberschaften
- mit Jörn Kobes: Ethnische und religiöse Minderheiten in Kleinasien. Von der hellenistischen Antike bis in das byzantinische Mittelalter. Wiesbaden 1998, ISBN 3-447-03769-5.
- mit Gerhard Waldherr: Landwirtschaft im Imperium Romanum. St. Katharinen 2001, ISBN 3-89590-102-4.